# 뉴 리퍼블릭
〈뉴 리퍼블릭〉(영어: The New Republic)은 미국의 여론 잡지이다. 1914년 처음 발행되었으며, 본사는 워싱턴 D.C.에 위치한다.

## 개요
2015년 초, 잡지 인쇄 버전, 웹 사이트 및 태블릿 앱 프로그램 등으로 출판하고 있다.

## 편집장 목록
1. 허버트 크롤리 (1914년 - 1930)
2. 브루스 블리븐 (1930년 - 1946)
3. 헨리 A. 월리스 (1946년 - 1948)
4. 마이클 스트레이트 (1948년 - 1956)
5. 길버트 A. 해리슨 (1956년 - 1975)
6. 마틴 페레츠 (1975년 - 1979)
7. 마이클 킹즐리 (1979년 - 1981, 1985년 - 1989)
8. 헨드릭 허츠버그 (1981년 - 1985, 1989년 - 1991)
9. 앤드루 설리번 (1991년 - 1996)
10. 마이클 켈리 (1996년 - 1997)
11. 찰스 레인 (1997년 - 1999)
12. 피터 베이나트 (1999년 - 2006)
13. 프랭클린 포어 (2006년 - 2010, 2012년 - 2014)
14. 리처드 저스트 (2010년 - 2012)
15. 게이브리얼 스나이더 (2014 - )